# Almindelig hjertespand
Almindelig hjertespand (Leonurus cardiaca) er en 40-120 cm høj, flerårig urt med små, lyserøde blomster. Den har været meget brugt i folkemedicinen, både til hjertemedicin og som antiseptisk udtræk. Hjertespand vokser i Danmark vildt på affaldspladser, nær bebyggelse og i krat.

## Beskrivelse
Almindelig hjertespand er en flerårig, urteagtig plante med en stiv, opret vækst. Stænglerne er furede og bærer bladene modsat stillet. Bladene er hele, men håndfligede med grove tænder langs randen. Oversiden er rynket og mørkegrøn, mens undersiden er lyst grågrøn. Blomstringen foregår i juli-august, hvor man finder blomsterne siddende i kranse op langs en aksformet stand. De er 5-tallige og énsymmetriske med lyserøde kronblade. Frugterne er kapsler med nogle få nødder.
Rodsystemet består af en kraftig rodstok med kraftige trævlerødder.
Højde x bredde og årlig tilvækst: 1,00 x 0,35 m (100 x 35 cm/år).

## Hjemsted
Arten er udbredt i Mellemøsten og det meste af Europa. I Danmark er den forholdsvis sjælden og ses mest nær affaldspladser og i krat. Den er knyttet til lysåbne voksesteder med en let fugtig jord, der er rig på næring og kalk.
På Saltholm findes arten i et steppeagtigt plantesamfund sammen med bl.a. almindelig katost, almindelig sandløg, almindelig torskemund, blå iris, bugtet kløver, bulmeurt, gul fladbælg, gul snerre, kort øjentrøst, krybende potentil, liden tusindgylden, smalbladet kællingetand og vild hør

## Indholdsstoffer
Planten indeholder bl.a. alkaloider (stachydrin, leonurin), iridoidglykosider (ajugol, ajugosid, galiridosid), labdanditerpener og diterpenlaktoner (leocardin, marrubiasid), flavonoider, fenolcarbonsyrer og garvestoffer.

## Anvendelse
Det hævdes, at udtræk af planten kan virke opstrammende i overgangsalderen og ved hjertebesvær. Ved kontrollerede undersøgelser har man vist, at nogle af indholdsstofferne virker hindrende på optagelsen af calcium.
Hjertespand er giftig i større mængder og bør kun indtages under lægeligt tilsyn. Under ingen omstændigheder bør man bruge den under et svangerskab, for udtrækket stimulerer livmoderen og kan derfor fremkalde abort.
| Portal | Portal:Botanik |